# Malminkartano vasútállomás
A Malminkartano vasútállomás, vasútállomás Finnországban, Helsinki településen található.

## Vasútvonalak
Az állomást az alábbi vasútvonalak érintik:
- Helsinki–Riihimäki-vasútvonal

## Kapcsolódó állomások
A vasútállomáshoz az alábbi állomások vannak a legközelebb:
- Kannelmäki vasútállomás (Helsinki Central, Helsinki–Riihimäki-vasútvonal, I Helsinki < Lentoasema < Helsinki)
- Myyrmäki vasútállomás (Helsinki Central, Helsinki–Riihimäki-vasútvonal, P Helsinki - Lentoasema- Helsinki, Lentoasema vasútállomás)